# Berwinne
Berwinne är ett vattendrag i Belgien.   Det ligger i provinsen Liège och regionen Vallonien, i den östra delen av landet, 90 kilometer öster om huvudstaden Bryssel.
Omgivningarna runt Berwinne är en mosaik av jordbruksmark och naturlig växtlighet. Runt Berwinne är det ganska tätbefolkat, med 172 invånare per kvadratkilometer.